# (200317) 2000 EW174
(200317) 2000 EW174 es un asteroide perteneciente al cinturón de asteroides descubierto el 2 de marzo de 2000 por el equipo del Spacewatch desde el Observatorio Nacional de Kitt Peak, Arizona, Estados Unidos.

## Designación y nombre
Designado provisionalmente como 2000 EW174.

## Características orbitales
2000 EW174 está situado a una distancia media del Sol de 2,213 ua, pudiendo alejarse hasta 2,430 ua y acercarse hasta 1,997 ua. Su excentricidad es 0,097 y la inclinación orbital 2,884 grados. Emplea 1203,11 días en completar una órbita alrededor del Sol.

## Características físicas
La magnitud absoluta de 2000 EW174 es 17,4. 